# Stalbo, Harbo
Stalbo är en by i Harbo socken, Heby kommun.
Byn omtalas första gången 1312, då markgäldsförteckningen upptar bonde i 'Staflabodum'. Mats Wahlberg har antagit att bonden i den annars okända byn 'Staf' som upptas i markgäldsförteckningen också syftar på Stalbo. Byn, som ligger tämligen isolerat på väg mot socken allmänningen har varit tämligen liten. Från 1541 omfattar byn 1 mantal skatte, 1687 finns två bönder i byn. Därutöver tillkom under 1600-talet torpen Sörbo och (Stalbo-)vreten. Nyare torp är Svödden och Andersbo. I samband med laga skifte fanns 1869-71 fanns tre gårdar i byn. En skvaltkvarn fanns från 1600-talet vid Svinabäcken i byn, på 1800-talet ersatt av en såg.
1940 bodde 35 personer och 1981 23 personer i byn.